# Исаково (Новосокольнический район)
Исаково — деревня в Новосокольническом районе Псковской области России. Входит в состав Маевской волости.

## География
Расположена на западном побережье озера Исаково (южнее Смертного), в 26 км к западу от города Новосокольники.

## Население
| 2001 | 2002 | 2010 |
| ---- | ---- | ---- |
| 32   | ↗39  | ↗42  |

Численность населения деревни по оценке на начало 2001 года составляла 32 человека.